# Courtes
Courtes är en kommun i departementet Ain i regionen Auvergne-Rhône-Alpes i östra Frankrike. Kommunen ligger  i kantonen  Saint-Trivier-de-Courtes som ligger i arrondissementet Bourg-en-Bresse. Kommunens areal är 9,06 km². År 2022 hade Courtes 293 invånare.

## Befolkningsutveckling
Antalet invånare i kommunen Courtes
Referens: INSEE